# Calidus B-250 Bader
Calidus B-250 Bader – lekki samolot szturmowy, przeznaczony do bliskiego wsparcia i działań antypartyzanckich. Maszyna prezentowana jest jako pierwszy samolot bojowy stworzony w Zjednoczonych Emiratach Arabskich.

## Historia
Głównym projektantem maszyny jest Joseph Kovács, brazylijski inżynier węgierskiego pochodzenia, który stał również za projektem samolotu Embraer EMB 312 Tucano. Jego doświadczenie w projekcie brazylijskiego samolotu znalazły swoje odzwierciedlenie w programie B-250, obydwie maszyny są do siebie bardzo podobne. W programie budowy B-250, który otrzymał nazwę własną Bader uczestniczą firmy Novaer z Brazylii i Calidus z Emiratów. Maszyna od początku projektowana była jako przede wszystkim samolot bliskiego wsparcia. Może również pełnić funkcje samolotu szkolno-treningowego, jednak są to funkcje drugoplanowe. Przeznaczenie wymusiło na konstruktorach zwiększenie rozmiarów szturmowca w porównaniu do Tucano. Dzięki temu B-250 ma możliwość przenoszenia większej ilości uzbrojenia. Gotowy prototyp wzniósł się do swojego pierwszego lotu w czerwcu 2017 roku. W próbach w locie uczestniczy jeszcze jedna maszyna prototypowa. Obydwa samoloty, o rejestracjach PR-ZNU i PR-ZNT wybudowane zostały w brazylijskich zakładach Novaer mieszczących się w São José dos Campos. Produkcja seryjna samolotu ma być uruchomiona w Al-Ajn, gdzie Calidus buduje nowy zakład. Obydwa prototypy zostały zaprezentowane na Dubai Airshow w 2017 roku: jeden na wystawie statycznej, drugi w pokazach w locie. 20 listopada 2019 roku, w trakcie kolejnego Dubai Airshow, Ministerstwo Obrony Zjednoczonych Emiratów Arabskich poinformowało o podpisaniu kontraktu, o zakupie 24 maszyn B-250. Samoloty mają być wykorzystywane do zadań obserwacyjnych, rozpoznawczych, szturmowych i szkolenia bojowego.

## Konstrukcja
Maszyna jest dolnopłatem z chowanym podwoziem z przednim podparciem. Dwuosobowa kabina z miejscami w układzie tandem. Piloci mają do dyspozycji wyrzucane fotele. Usterzenie klasyczne, płatowiec budowany całkowicie z kompozytów węglowych. Napędzany pojedynczym silnikiem turbośmigłowym Pratt & Whitney Canada PT-6A-68 o mocy 1600 KM z czterołopatowym śmigłem Harzell. Maszyna wyposażona jest w cyfrową awionikę ProLine Fusion firmy Rockwell Collins. System kierowania ogniem FireStorm. Pod kadłubem B-250, na wysokości czołowej owiewki kabiny, zamontowana jest wysuwana głowica optoelektroniczna L3 Wescam MX-15D.

## Uzbrojenie
Samolot może przenosić 1796 kg podwieszanego uzbrojenia. Do dyspozycji ma sześć zaczepów pod skrzydłami (po trzy na skrzydło) i jeden podkadłubowy.